# John Irving
John Winslow Irving, nato John Wallace Blunt Jr. (Exeter, 2 marzo 1942), è uno scrittore e sceneggiatore statunitense.
A partire dal grande successo internazionale, di critica e di pubblico, ottenuto con Il mondo secondo Garp del 1978, tutti i romanzi di Irving, inclusi i famosi Le regole della casa del sidro e Preghiera per un amico, sono stati dei best seller. Da molti dei suoi romanzi sono stati tratti dei film, e nel 2000 Irving ha ricevuto il Premio Oscar per la sceneggiatura tratta da Le Regole della casa del sidro.
È stato insegnante del famoso autore americano Kent Haruf, scomparso nel 2014.
Viene spesso citato da Stephen King nei suoi romanzi.

## Carriera
Irving esordì a 26 anni pubblicando il romanzo Setting Free the Bears, che ottenne delle buone recensioni, ma non incontrò un particolare successo di pubblico. Alla fine degli anni 1960 studiò con Kurt Vonnegut all'Iowa Writers' Workshop. Il secondo e il terzo romanzo (The Water-Method Man e The 158-Pound Marriage) ebbero una sorte simile al primo. Nel 1975, Irving accettò la cattedra di Professore associato di Inglese offertagli dal Mount Holyoke College.
Contrariato per lo scarso sforzo promozionale che la sua prima casa editrice, la Random House, riservava ai suoi romanzi, decise di far pubblicare il suo quarto romanzo, Il mondo secondo Garp (1978), a E. P. Dutton, che gli prometteva una maggiore pubblicità. Il romanzo divenne un successo editoriale e un fenomeno culturale in molti Paesi, giungendo tra i finalisti dell'American Book Award (oggi National Book Award) nel 1979 per Going After Cacciato).
L'anno seguente vinse il premio della National Book Foundation con Garp, che divenne un film diretto da George Roy Hill e interpretato da Robin Williams nel ruolo del protagonista e da Glenn Close nel ruolo della madre; il film ottenne diverse candidature agli Oscar, tra le quali quella di Close e di John Lithgow. Irving compare in un cameo nel film, come arbitro di uno degli incontri di wrestling della scuola di Garp.
Garp trasformò Irving da oscuro accademico a scrittore di fama internazionale, garantendo il successo di tutti i suoi libri seguenti. Il primo tra questi, Hotel New Hampshire (1981), fu un buon successo di vendite nonostante la fredda accoglienza da parte della critica e, al pari di Garp, fu presto trasposto in un film diretto da Tony Richardson e interpretato da Jodie Foster, Rob Lowe, e Beau Bridges.
Nel 1985 pubblicò Le regole della casa del sidro, un lungo romanzo incentrato su di un orfanotrofio del Maine. Il tema principale è l'aborto e il romanzo è forse l'esempio più chiaro dell'influenza che Charles Dickens ha avuto sullo stile di Irving. Seguì nel 1989 Preghiera per un amico, altra epopea di una famiglia del New England incentrata sul tema della religiosità. Ancora una volta, l'ambientazione è quella di un collegio e i personaggi sono riconducibili a molte probabili influenze di Irving, tra cui Il tamburo di latta di Günter Grass, La lettera scarlatta, romanzo di Nathaniel Hawthorne, e le opere di Dickens.
In Preghiera per un amico esaminò per la prima volta le conseguenze della Guerra del Vietnam, in particolare la coscrizione militare che Irving evitò in quanto era già un padre coniugato e un insegnante quando la bozza venne alla luce. Preghiera per un amico divenne un libro di grande successo dopo Garp ed è tuttora spesso contenuto nei programmi di inglese delle scuole superiori statunitensi. Nel 1998 uscì l'adattamento cinematografico Simon Birch, con Jim Carrey tra i protagonisti.
Irving tornò alla Random House per il suo libro seguente, A Son of the Circus (1995). Probabilmente il suo libro più complicato e difficile, fu rigettato dalla critica ma divenne un bestseller negli Stati Uniti sulla scia della fama che Irving godeva presso un certo pubblico intellettualmente modaiolo. Irving tornò a migliori fasti nel 1998 con A Widow for One Year, romanzo che fu inserito nella lista dei 'Notable Book' del New York Times. Nel 2004 la prima parte del romanzo viene portata sullo schermo con il titolo The Door in the Floor interpretato da Kim Basinger e Jeff Bridges.
Nel 1999, dopo circa dieci anni di lavorazione, dalla sceneggiatura de Le regole della casa del sidro uscì l'omonimo film diretto da Lasse Hallström, e interpretato da Michael Caine, Tobey Maguire, Charlize Theron, e Delroy Lindo; Irving apparì ancora in un cameo, nei panni di un capostazione. Il film ricevette molte candidature al Premio Oscar, inclusa quella per miglior film e fruttò ad Irving il premio Oscar per la migliore sceneggiatura.
Nel 2001 pubblicò La quarta mano, romanzo incentrato sulla vita di un reporter televisivo che perde una mano durante un servizio in un circo. Il romanzo riscuote un discreto successo e viene annunciato poco dopo che ne verrà ricavata una riduzione cinematografica.
Nel 2004 pubblicò il racconto Un rumore come di uno che cerca di non far rumore illustrato da Tatjana Haumptmann. Il racconto compariva già, anche se in forma di abbozzo, nel romanzo "Vedova per un anno" come uno dei racconti scritti ed illustrati dal padre della protagonista, Ted Cole.
Nel 2005 pubblicò In cerca di te in cui viene affrontato l'argomento dell'abuso sui minori. In una conferenza stampa lo stesso Irving ha ammesso di essere stato vittima di abusi da parte di una donna quando era bambino. Durante le ricerche per il romanzo, ambientato nel mondo dei tatuaggi, si fece tatuare la foglia di acero simbolo del Canada in onore della seconda moglie canadese.
A settembre 2010 uscì in Italia il suo nuovo romanzo Ultima notte a Twisted River (Last Night in Twisted River).

## Opere

### Romanzi
- Libertà per gli orsi (Setting Free the Bears, 1968)
- La cura dell'acqua pura (The Water-Method Man, 1972)
- Doppia coppia (The 158-Pound Marriage, 1974)
- Il mondo secondo Garp (The World According to Garp, 1978)
- Hotel New Hampshire (The Hotel New Hampshire, 1981)
- Le regole della casa del sidro (The Cider House Rules, 1985)
- Preghiera per un amico (A Prayer for Owen Meany, 1989), Rizzoli, Milano 1989.
- Figlio del circo (A Son of the Circus, 1994), Rizzoli, Milano 1994.
- Vedova per un anno (A Widow for One Year, 1998), Rizzoli, Milano 2000.
- La quarta mano (The Fourth Hand, 2001), Rizzoli, Milano 2001.
- In cerca di te (Until I Find You, 2005), Rizzoli, Milano 2006.
- Ultima notte a Twisted River (Last Night in Twisted River, 2009), Rizzoli, Milano 2010.
- In una sola persona (In One Person, 2012), Rizzoli, Milano 2012; Bur, Milano 2013.
- Viale dei Misteri (Avenue Of Mysteries 2015), Rizzoli, Milano 2018

### Racconti, Nonfiction e altro
- The Imaginary Girlfriend (nonfiction, 1995)
- Trying to Save Piggy Sneed (racconti, 1996)
- Il mio cinema (My Movie Business, nonfiction autobiografica, 1999), Rizzoli, Milano 2000.
- Un rumore come di uno che cerca di non fare rumore (A Sound Like Someone Trying Not to Make a Sound, 2004)